# Larger than Life (película)
Larger than Life (también conocida como Una elefanta llamada Vera o Un elefante llamado Vera) es una película cómica estadounidense de 1996 dirigida por Howard Franklin y protagonizada por Bill Murray, Janeane Garofalo y Pat Hingle. Fue producida y coescrita por Pen Densham. La película, aunque contó con un excelente reparto, no se convirtió un éxito de taquilla, generando reseñas mixtas por parte de la crítica especializada.

## Sinopsis
Jack Corcoran hereda a Vera, una elefanta de cuatro toneladas. Al darse cuenta de los costos que conlleva mantener al animal, se debate entre donarla al zoológico o venderla a un estudio de cine. Pero a medida que van transcurriendo los hechos, Jack empieza a sentir mucho aprecio por el animal, lo que complica aún más su situación. 

## Reparto
- Bill Murray como Jack Corcoran.
- Tai como Vera.
- Matthew McConaughey como Tip Tucker.
- Janeane Garofalo como Mo.
- Jeremy Piven como Walter.
- Pat Hingle como Vernon.
- Linda Fiorentino como Terry Bonura.
- Keith David como Hurst.
- Tracey Walter como Wee St. Francis
- Harve Presnell como Trowbridge Bowers.